# 21390 Shindo
21390 Shindo è un asteroide della fascia principale. Scoperto nel 1998, presenta un'orbita caratterizzata da un semiasse maggiore pari a 2,4681539 UA e da un'eccentricità di 0,1407328, inclinata di 1,87891° rispetto all'eclittica.